# Lucernois à col doré
Le Lucernois à col doré (en allemand Luzerner Goldkragen) est une race de pigeon domestique classée dans la catégorie des pigeons de couleur. 

## Origine
Comme son nom l'indique, elle est originaire des environs de la ville de Lucerne, en Suisse, où elle a été sélectionnée au courant du XIXe siècle à partir de pigeons suisses et de pigeons cravatés. Son col doré doit être bien visible.

## Description
Ce pigeon élégant de taille moyenne se présente dans des coloris farinés à fond gris clair/gris-bleu, la poitrine d'un jaune doré brillant. Le bouclier peut être sans barres, barré ou écaillé ; le col argenté. Ses rectrices et ses rémiges sont légèrement plus foncées. Il montre une barre caudale plus foncée. Son bec est plutôt court. Son corps est ramassé. Il porte une toute petite crête en arrière de la tête.

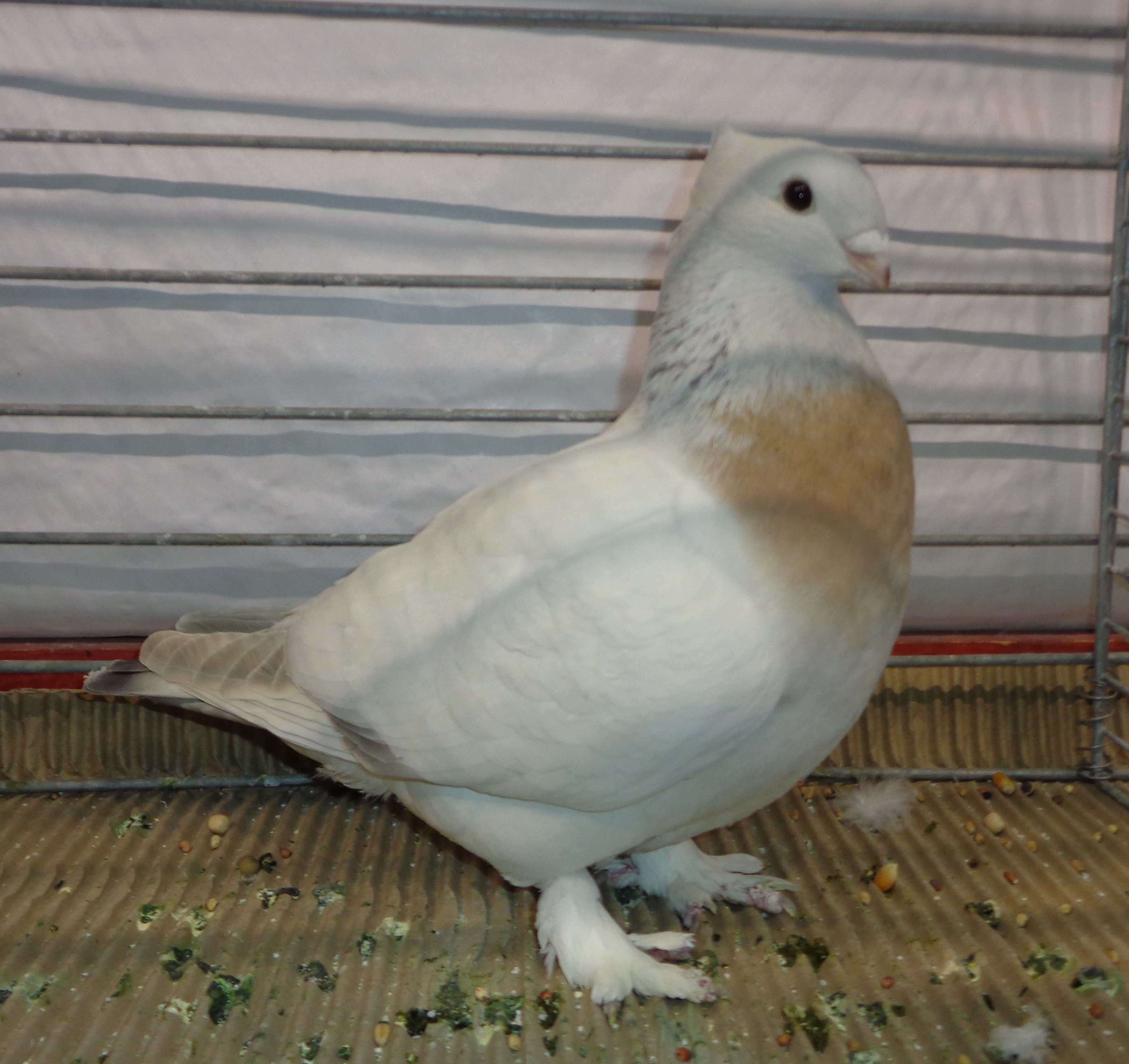
Lucernois à col doré sans barres
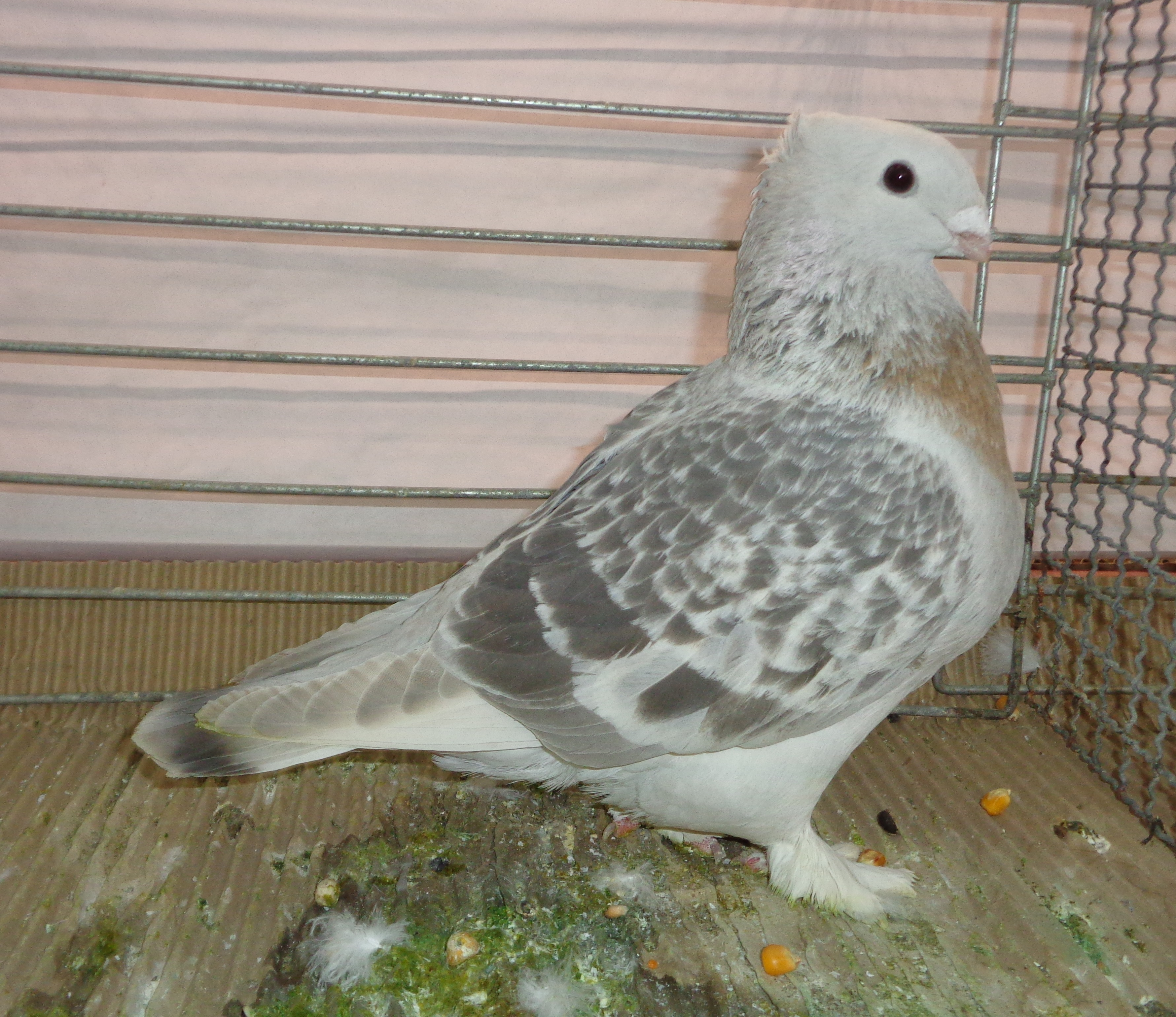
Lucernois à col doré écaillé
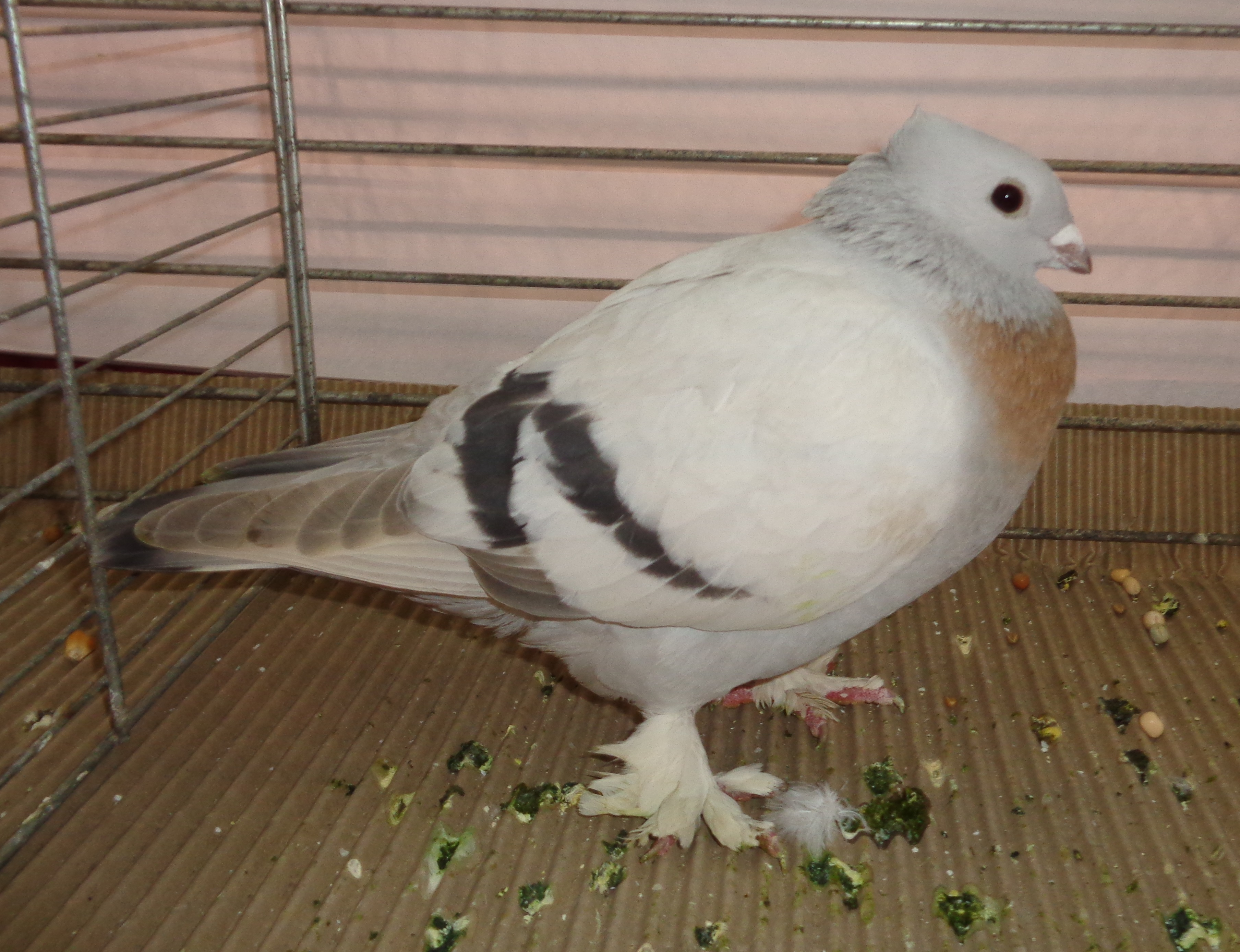
Lucernois à col doré barré